# Jakcheon-myeon
Jakcheon-myeon (koreanska: 작천면) är en socken i den södra delen av Sydkorea, 320 km söder om huvudstaden Seoul. Den ligger i kommunen Gangjin-gun i provinsen Södra Jeolla.